# Rolf Qvickström
Rolf Edvard Qvickström, född 18 oktober 1910 i Åbo, död 19 november 1983 i Grankulla, var en finländsk fysiker.
Qvickström, som var son till tulluppsyningsman Axel Edvard Qvickström och Lydia Axelina Holmström, blev student 1929, filosofie kandidat och filosofie magister 1936 och filosofie licentiat 1959. Han var lärare i matematik vid Tammerfors svenska samskola 1937, i matematik, fysik och kemi vid Brändö svenska samskola 1938–1947, äldre lektor i matematik och fysik vid Nya svenska läroverket i Helsingfors 1947–1965 och överlärare i fysik och kemi vid Svenska normallyceum 1965–1974. Han var även bland annat lärare i matematik vid Helsingfors svenska arbetarinstitut 1938–1952 och assistent i fysik vid Helsingfors universitet 1952–1958.
Qvickström var en flitig författare av läromedel i fysik. Serien Fysik för gymnasiet I–IV (tillsammans med Gustav Ahlman, Jucca Fedosow och Adolf Höglander, 1952) användes under många år. Han skrev även Fysik för mellanskolan I–II (tillsammans med Adolf Höglander, 1960). Då läroplanerna ändrades skrev Qvickström nya läromedel och deltog i utvecklandet av en ny serie Fysik för gymnasiet. Han var sekreterare i Fysikersamfundet i Finland 1958–1964.